# Europese maïsboorder
De Europese maïs(stengel)boorder (Ostrinia nubilalis) is een vlinder uit de familie grasmotten (Crambidae). De rups is in de landbouw schadelijk voor maïs en komt voornamelijk voor in zuidelijker gelegen streken van Europa. Het verspreidingsgebied breidt de laatste jaren steeds verder naar het noorden uit.
De Europese maïsboorder werd tussen 1910 en 1920 in Noord-Amerika ingevoerd en wordt daar de European corn borer genoemd.

## Kenmerken
De vlinder is 's nachts actief en heeft een spanwijdte tot 35 millimeter. De vrouwtjes zijn crèmekleurig tot steenrood of geel, de mannetjes zijn van onopvallend donkerbruin tot roze gekleurd. De ei-afzetting vindt eind juli plaats, waarbij tot 30 eitjes op de onderkant van een blad worden afgezet. De jonge rups vreet eerst het parenchym van het blad aan en later pas ook de overige delen van de plant. De Europese maïsboorder overwintert als pop. In mei komt de vlinder uit de pop.
In zuidelijker gelegen gebieden kunnen twee generaties per jaar verschijnen, waarbij de jonge rupsjes op de bladeren overwinteren.
De belangrijkste waardplanten zijn maïs, hop, aardappelen, gierst en bijvoet, waarvan zowel de stengel als de bloemen en kolven gegeten worden.

## Schade
De rupsen verzwakken door hun vraatgangen de stengel, waardoor deze omvalt.

## Bestrijding
Voor de bestrijding kunnen pyrethroïde, sluipwespen (Trichogramma brassicae) of Bacillus thuringiensis worden toegepast. De toelating van het pyrethroïde is echter in 2003 vervallen, zodat dit middel niet meer gebruikt mag worden. Door genetische manipulatie zijn er resistente rassen ontwikkeld, de zogenaamde Bt-maïs. Deze resistentie verhindert de rupsenvraat.
Ook gaat het diep onderploegen van aangetaste planten een nieuwe aantasting tegen. In Frankrijk wordt aan bestrijdingsmethoden met feromonen gewerkt. Ofwel worden feromonen op enkele plaatsen gespoten, waardoor de mannetjes de vrouwtjes niet meer vinden, ofwel worden de mannetjes gelokt met feromonen, om ze vervolgens te vernietigen. De complexiteit van de communicatie met feromonen maakt echter dat de kans klein is dat deze methode echt succesvol wordt. Er lijken verschillende rassen van de soort te bestaan en deze reageren op andere feromonen.